# Palhais (Barreiro)
Palhais ist ein Ort und eine ehemalige Gemeinde (Freguesia) im portugiesischen Kreis Barreiro. Die Gemeinde hatte 1880 Einwohner (Stand 30. Juni 2011).
Am 29. September 2013 wurden die Gemeinden Palhais und Coina zur neuen Gemeinde União das Freguesias de Palhais e Coina zusammengeschlossen. Palhais ist Sitz dieser neu gebildeten Gemeinde.